# Piotr Garbaczyński
Piotr Garbaczyński (ur. 1816 w Lubzinie, zm. w lipcu 1896 w Mokrzcu) – ziemianin, poseł do Sejmu Krajowego i do austriackiej Rady Państwa.
Uczył się w gimnazjum w Rzeszowie (1827-1833). Ziemianin, od 1855 właściciel dóbr Mokrzec i Polemeja w pow. pilzneńskim. Był członkiem rady powiatu pilzneńskiego (1867-1874, 1876-1896) oraz członkiem (1867-1870), wiceprezesem (1877-1893) i prezesem (1893-1896) Wydziału Powiatowego w Pilźnie. Członek powiatowej komisji szacunkowej w Pilźnie (1871-1883). Był także rzeczoznawcą dóbr ziemskich w Sądzie Powiatowy, od 1870 Obwodowym, a potem Okręgowym w Tarnowie (1867-1896). Członek Towarzystwa Gospodarczo-Rolniczego w Krakowie (1870-1881).
Poseł do Sejmu Krajowego Galicji III i IV kadencji (1870–1882), wybrany w IV kurii (gmin wiejskich) obwodu Tarnów, z okręgu wyborczego nr 68 Dębica-Pilzno.
Był także posłem do austriackiej Rady Państwa III kadencji (15 września 1870 – 10 sierpnia 1871) i IV kadencji (27 grudnia 1871 – 21 kwietnia 1873) wybieranym przez Sejm w kurii XXI – jako delegat z grona posłów wiejskich okręgów: Jasło, Rzeszów, Łańcut, Leżajsk, Rozwadów, Tyczyn, Tarnów, Dąbrowa, Dębica, Ropczyce, Mielec. W IV kadencji utracił mandat w wyniku niestawienia się na obrady parlamentu. W parlamencie austriackim był członkiem Koła Polskiego.

## Rodzina
Urodził się w rodzinie ziemiańskiej. Ożenił się z Teresą z Niklasów (zm. 1894), mieli dwie córki i dwóch synów, w tym syna Józefa. który odziedziczył majątek Mokrzec.